# Эндрюс, Джордж Уитфилд
Джордж Уитфилд Эндрюс (англ. George Whitfield Andrews; 19 января 1861, Уэйн, Огайо — 18 августа 1932, Гонолулу) — американский органист, композитор и музыкальный педагог.
Окончил Оберлинскую консерваторию (1879) у Фенелона Райса, затем совершенствовался как органист и композитор в Мюнхене у Йозефа Райнбергера и в Париже у Александра Гильмана. С 1882 г. сам преподавал орган, а с 1896 г. также и композицию, в Оберлинской консерватории, с 1892 г. профессор. Руководил также оркестром консерватории и смешанным хором. В 1893 г. выступал на Всемирной выставке в Чикаго — по семейному преданию, на гонорар от этих выступлений был куплен дом в Оберлине. В 1896 г. вошёл в состав соучредителей Американской гильдии органистов.
Автор многочисленных органных сочинений.
Дочь Эндрюса Эстер вышла замуж за скрипача Ребера Джонсона.